# 슈퍼 펀치 아웃!! (1994년 비디오 게임)
《슈퍼 펀치 아웃!!》는 닌텐도가 슈퍼 패미컴으로 제작한 권투 스포츠 게임이다. 《펀치 아웃!!》 시리즈의 네 번째 본편으로 북미 지역에서 1994년 9월 처음 발매됐다. 유럽에서는 1995년 1월 출시됐으며, 일본에서는 카트리지로는 출시되지 않고 닌텐도 파워 플래시 메모리 서비스로 제공됐다.
플레이어가 리틀 맥을 조종해 권투에서 3분 내에 녹아웃으로 상대를 쓰러뜨리고 챔피언이 되는 것이 목표이다. 십자키와 기타 버튼을 사용해 막기, 피하기, 숙이기로 상대공격을 피하고 잽, 훅, 어퍼컷 등의 공격을 사용할 수 있다. 닌텐도 개발 제삼부가 개발을 담당했으며 찰스 마티넷이 목소리를 제공했다.
《슈퍼 펀치 아웃!!》은 인상깊은 상대방과 편한한 게임플레이 조작 등으로 언론에서 긍정적인 평가를 받았다. 2009년에 Wii 버추얼 콘솔로 재발매됐으며 2016년에 닌텐도 3DS e숍으로 출시됐다. 2017년에 전용콘솔 닌텐도 클래식 미니: 슈퍼 패미컴에 수록됐으며 2022년에 닌텐도 스위치 온라인용으로 발매됐다.

## 반응
《슈퍼 펀치 아웃!!》은 출시 당시 대체적으로 긍정적인 평가를 받았다.

## 참조

### 주해
1. ↑  영어: Super Punch-Out!!, 일본어: スーパーパンチアウト！！